# عبد السلام بوشوارب
عبد السلام بوشوارب هو سياسي جزائري، ولد 3 جوان عام 1952 في عين كرشة بولاية أم البواقي في الجزائر وهو متحصل على عدة شهادات جامعية في الطب . و في سنة 1994 شغل منصب رئيس المجلس الوطني الاقتصادي والاجتماعي ثم عين سنة 1996 وزيرا للصناعة في حكومة أحمد أويحيى.
كما شغل منصب رئيس ديوان وعضو المكتب السياسي للتجمع الوطني الديمقراطي وانتخب نائبا عن ولاية أم البواقي من 2002 إلى 2007 و هو مؤسس ورئيس أول كنفيدرالية لأرباب العمل في الجزائر (1989). و في إطار نشاطاته كمحافظ لدى رئيس الحكومة من اجل ترقية تشغيل الشباب (1998) ثم كوزير منتدب للتشغيل سنة 2000 كان للسيد بوشوارب فرصة إطلاق ثم إعادة بعث الوكالة الوطنية لدعم تشغيل الشباب بعد أن كان أحد المبادرين بها في المجلس الوطني الاقتصادي والاجتماعي.
كما انتخب السيد بوشوارب نائبا عن ولاية الجزائر وعضوا بمكتب المجلس الشعبي الوطني ونائب رئيس مكلف بمتابعة الشؤون الإدارية والمراقبة المالية منذ انتخابه في التشريعيات الأخيرة ل10 ماي 2012. ثم وزير الصناعة والمناجم في حكومة سلال الثالثة منذ 29 أبريل عام 2014. إلى غاية التغيير الحكومي الجديد برئاسة عبد المجيد تبون في 25 مايو 2017.

## قضية أوراق بنما
في آفريل عام 2016 ، ورد إسمه ضمن فضيحة الجنات الضريبية المسربة وثائق بنما .
التي كشفت اسم عبد السلام بوشوارب على قائمة الشخصيات الدولية المعنية . الوزير يملك شركة في الخارج، "Royal Arrival Corp" ومقرها في بنما . الشركة التي تأسست في أبريل 2015 ولديها وساطة تجارية مع العديد من البلدان، بما في ذلك الجزائر.

## المتابعة القضائية في قضايا فساد
في 27 ماي 2019، في بيان للنيابة العامة للمحكمة العليا أنه تم إحالة ملف التحقيق الابتدائي من قبل السلطة الضبطية القضائية للدرك الوطني لـ 12 مسؤولا ساميا على مستوى المحكمة العليا.
وتتضمن القائمة كل من الوزير الأول الأسبق، عبد المالك سلال، الوزير الأول السابق أحمد أويحيى، وزير الصناعة الأسبق، عبد السلام بوشوارب، وزير المالية الأسبق كريم جودي، وزير النقل السابق عبد الغني زعلان، وزير النقل الأسبق عمار تو، وزير النقل الأسبق بوجمعة طلعي، ووزير التجارة الأسبق عمارة بن يونس، وزير الفلاحة السابق عبد القادر بوعزقي، وزير النقل السابق عمار غول، والي العاصمة السابق عبد القادر زوخ، والي ولاية البيض خنفار محمد جمال.
و كان قد بدأ القضاء الجزائري منذ مايو 2019 استدعاء رجال أعمال وشخصيات كانت تشغل مناصب في أعلى هرم السلطة، للتحقيق معهم والاستماع لشهاداتهم، كما قرّر إيداع بعض منهم السجن على غرار الملياردير يسعد ربراب والإخوة كونيناف، المقربين من الرئيس عبد العزيز بوتفليقة، وكذلك مموّل حملاته الانتخابية، رجل الأعمال الشهير علي حداد، إذ يواجه هؤلاء تهماً تتعلق بالاستفادة من امتيازات وقروض كبيرة دون ضمانات، إلى جانب إجراء تحويلات مالية مشبوهة وتهريب أموال من العملة الصعبة نحو الخارج بطرق غير قانونية.
وفي 10 ديسمبر 2019 أصدر قاضي محكمة سيدي أمحمد بالنطق بحكم غيابي بـ20 سنة حبسا نافذا ومليون دج غرامة نافذة ضد وزير الصناعة السابق عبد السلام بوشوارب مع أمر بالقبض الدولي لارتكابه جنح منح امتيازات غير مبررة للغير وإساءة استغلال الوظيفة والتبديد العمدي لأموال عمومية وتبييض الأموال والتصريح الكاذب.